# Наугольный, Алексей Андреевич
Алексе́й Андре́евич Науго́льный (1903—1979) — управляющий трестом «Шахтантрацит» комбината «Ростовуголь» Министерства угольной промышленности, Герой Социалистического труда.

## Биография
Родился 25 июля (7 августа) 1903 года в городе Макеевка ныне Донецкой области (Украина) в семье шахтёров.
С сентября 1918 года работал в электромеханических мастерских города Макеевка, треста «Сталинуголь», затем продолжительное время работал в угольном районе Донбасса организатором комсомольской работы. Там же участвовал в ликвидации махновских банд, после был на партийной работе.
В 1938 году окончил Днепропетровский горный институт по специальности горный инженер. С 1939 года — на руководящей хозяйственной работе — начальник обогатительной фабрики шахты «Нежданная» треста «Шахтантрацит». С октября 1939 по июль 1942 года был 2-м, затем 1-м секретарём Шахтинского ГК ВКП(б).
Участник Великой Отечественной войны. В действующей армии с сентября 1942 до 1945 года. Награждён боевыми орденами и медалями.
В декабре 1945 года по ходатайству Наркомата угольной промышленности был направлен в распоряжение комбината «Ростовуголь» на должность управляющего трестом «Шахтантрацит» (город Шахты) — одного из важнейших участков угольной промышленности Ростовской области.
Член ВКП(б) с 1921 года, А. А. Наугольный принимал активное участие в партийной и общественной жизни коллектива угольного района, являлся депутатом городского Совета и членом городского комитета КПСС. Являлся делегатом XVIII конференции ВКП(б) 1941 года.
В мае 1951 года был назначен начальником комбината «Ростовуголь». С 1955 по 1957 годы был директором Ростовского горноэлектромеханического техникума Министерства угольной промышленности СССР (город Ростова-на-Дону). С декабря 1957 по 1965 год занимал должность начальника производственного отдела Ростовского Совнаркома.
Жил в Ростове-на-Дону. Умер 9 октября 1979 года. Похоронен на Северном кладбище в Ростове-на-Дону

## Награды
- 28.08.1948 года Указом Президиума Верховного Совета СССР за успешное восстановление шахт и предприятий и превышение довоенного уровня добычи угля, внедрения передовых методов работы, обеспечивших значительный рост производительности труда рабочим и инженерно-техническим работникам и служащим комбината «Ростовуголь» Министерства угольной промышленности, в их числе Наугольному Алексею Андреевичу, управляющему трестом «Шахтантрацит» присвоено звание Героя Социалистического Труда с вручением ордена Ленина № 79581 и золотой медали «Серп и Молот» № 2915, орденская книжка № 913921.
- Награждён орденами Красного Знамени, Отечественной войны 1-й степени, Трудового Красного Знамени (01.01.1948), Красной Звезды, медалями (в том числе медалью «За восстановление Донбасса»).
- Лауреат Сталинской премии (1951).